# Heinrich Leo Behncke

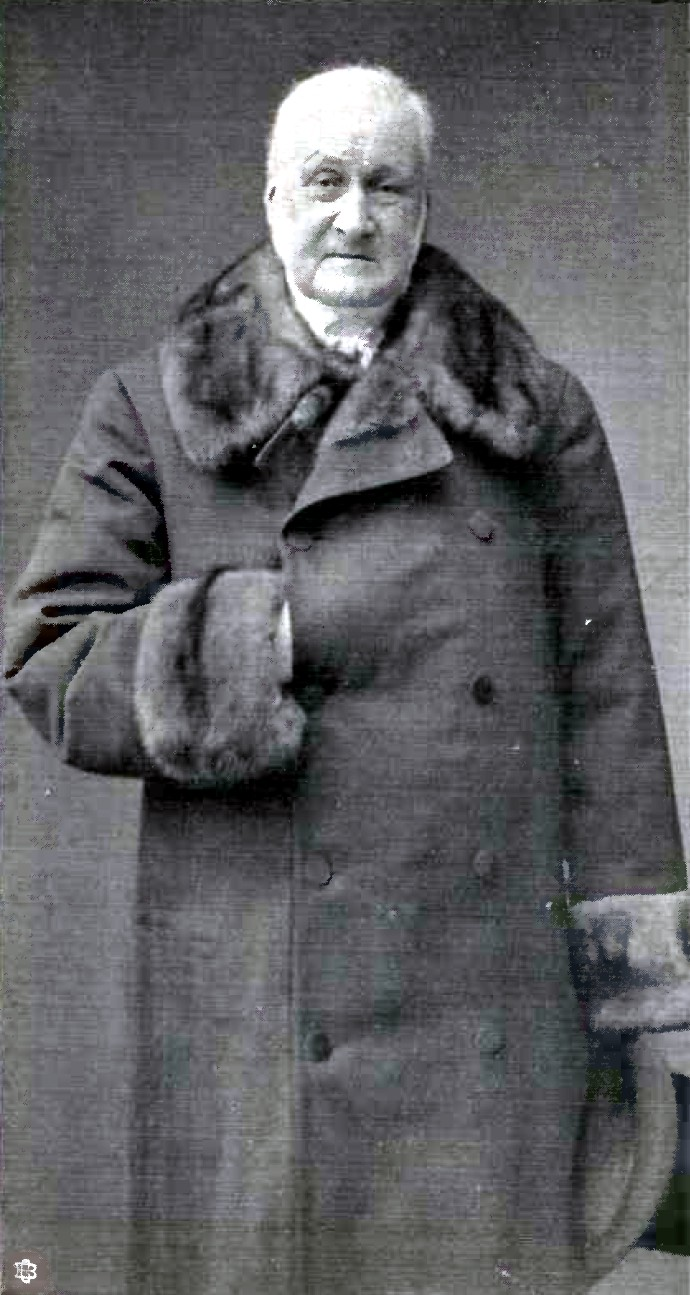
Heinrich Leo Behncke

Haus des Weinhändlers Konsul Behncke im Schüsselbuden 2

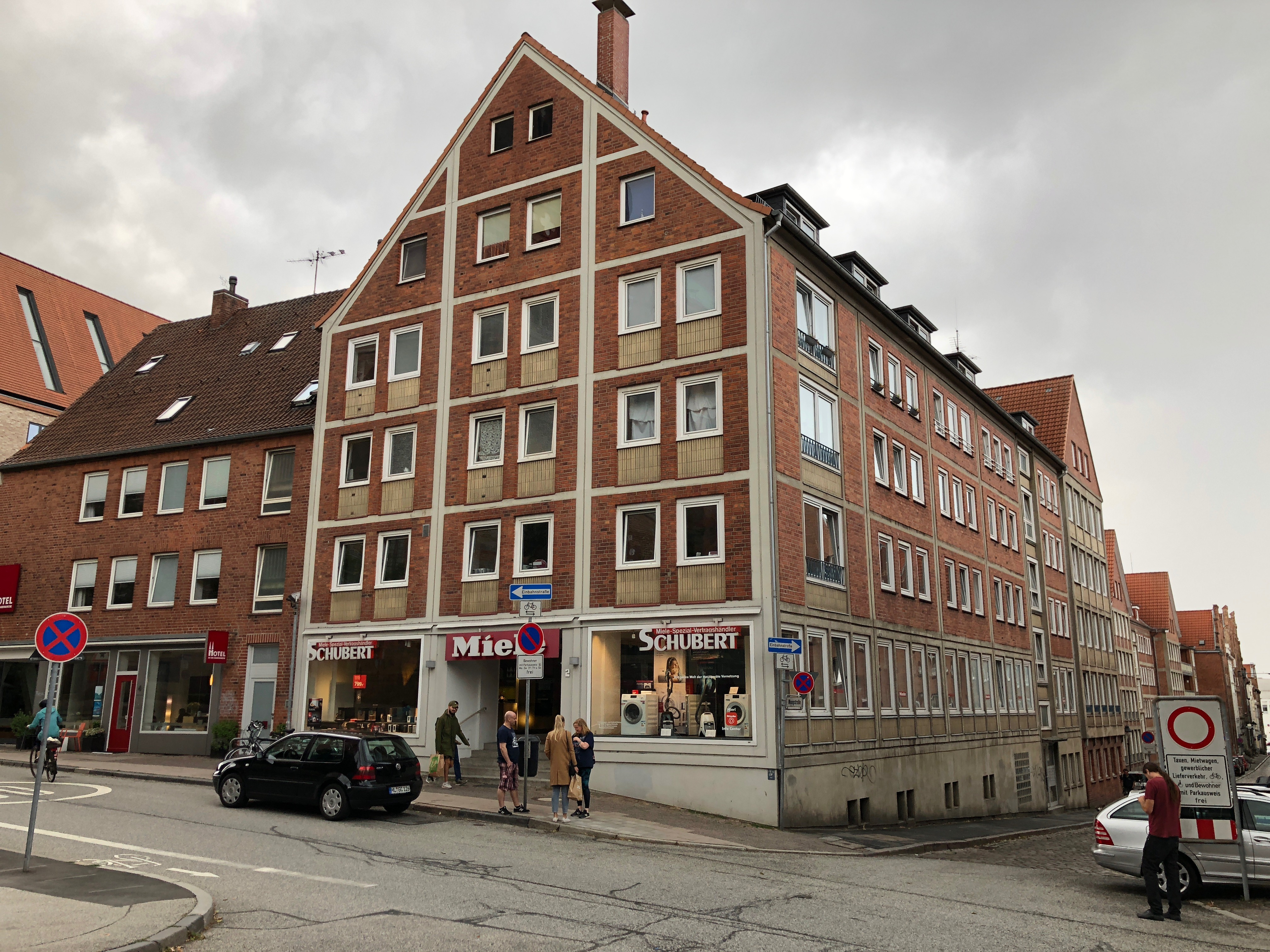
Das Gebäude an der Schüsselbuden 2 in Lübeck im Jahr 2018.

Heinrich Leo Behncke (* 26. Dezember 1819 in Lübeck; † 26. Januar 1914 ebenda) war ein Lübecker Weinhändler und Politiker.

## Leben

### Herkunft
Heinrich Leo Behncke war Sohn des Lübecker Kaufmanns Wilhelm Ludwig Behncke (1783–1850). Dieser gründete 1814 einen Weinhandel.

### Laufbahn
Das Wohnhaus mit Weinhandel und Konsulat in der Lübecker Altstadt wurde 1832 unter Einbeziehung einiger Teile des Vorgängerbaus neu errichtet. Es befand sich im Schüsselbuden 2/Ecke Mengstraße und wurde beim Luftangriff auf Lübeck 1942 zerstört. Der gotische Gewölbekeller und eine Wandmalerei an der Südwand des Erdgeschosses von 1331/38 blieben jedoch erhalten und sind in den Neubau von 1958 integriert worden. Als Sommerhaus bewohnte er von 1860 bis 1891 das Schlösschen Bellevue und erwarb 1904 das Sommerhaus Am Burgfeld 11.
Er besuchte das Katharineum zu Lübeck und begann 1836 seine kaufmännische Lehre in der sich mit Speditionsgeschäften und Im- und Export befassenden Firma Minlos. Zwei Jahre später wechselte er in die Firma seines Vaters, um dort den Beruf des Weinküfers zu erlernen. 1841 unternahm er Bildungsreisen zu Geschäftsfreunden nach Skandinavien und durch Westeuropa bis auf die Iberische Halbinsel.
1842 trat Behncke gemeinsam mit seinem Bruder Wilhelm in die väterliche Firma ein und übernahm in der Folge europaweit die erforderlichen Handlungsreisen für die Weinhandlung zu Lieferanten und Kunden. Nach dem Tod des Vaters führte er die in Lübeck sehr angesehene Weinhandlung gemeinsam mit seinem Bruder bis dessen Tod 1882, danach bis zum Eintritt seines eigenen Sohnes und seines Schwiegersohnes allein. Von seinem Bruder Wilhelm hatte er nach dessen Tod das Konsulat Großbritanniens übernommen, welches er auch in seinem Ruhestand als Kaufmann 1893 fortführte und erst 1906 an seinen Sohn übergab.
Behncke war an Landwirtschaft interessiert und ab 1891 Besitzer eines Bauernhofs im erst 1913 eingemeindeten Dorf Vorwerk. Zwei Jahre vor seinem Tod kaufte er das mecklenburgische Gut Nutteln am Mickowsee bei Brüel und ließ 1913 für dieses zwei Löwen von Fritz Behn gießen. Heute stehen die Lübecker Löwen auf der Burgtorbrücke in Lübeck.

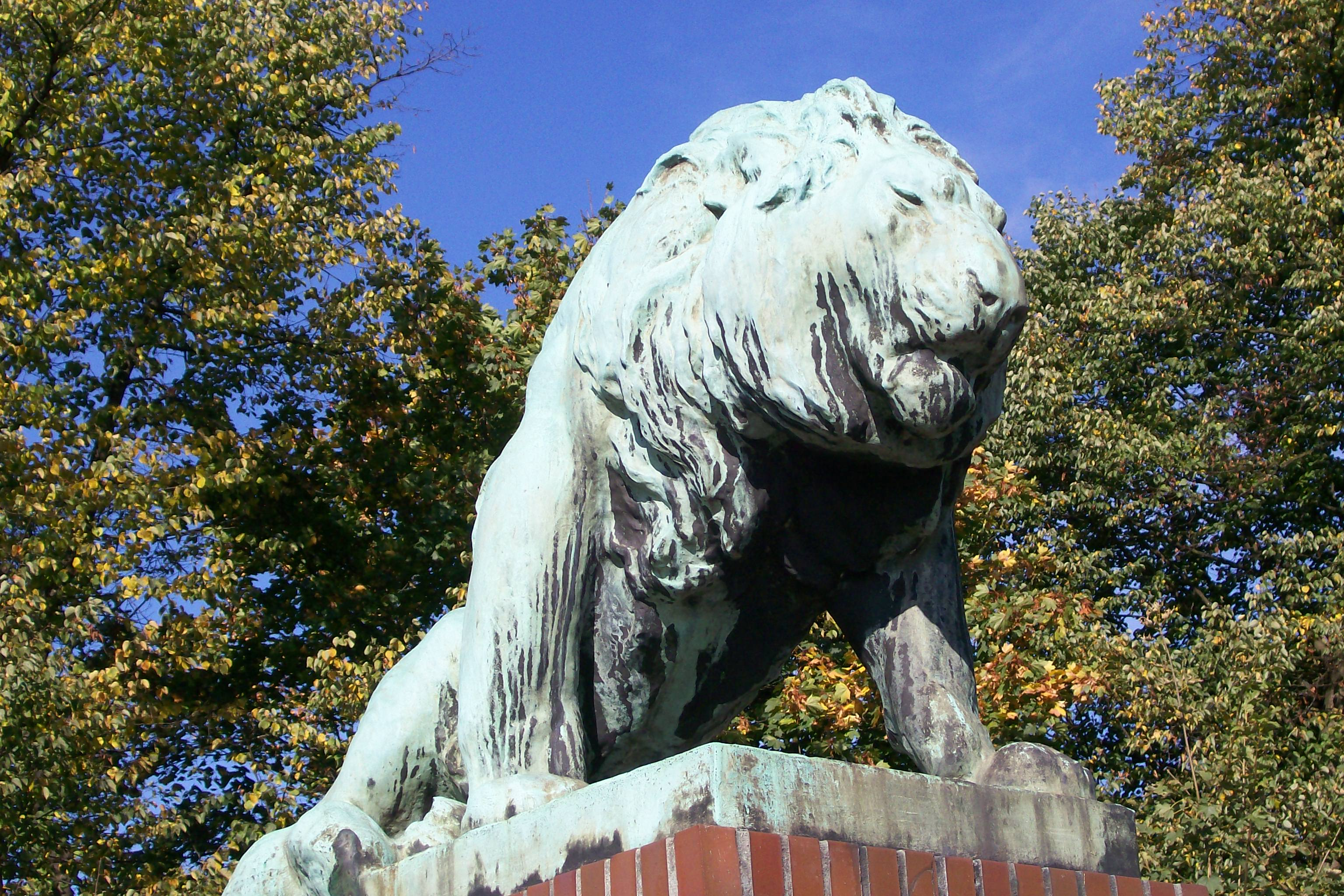
Linker Burgtorlöwe
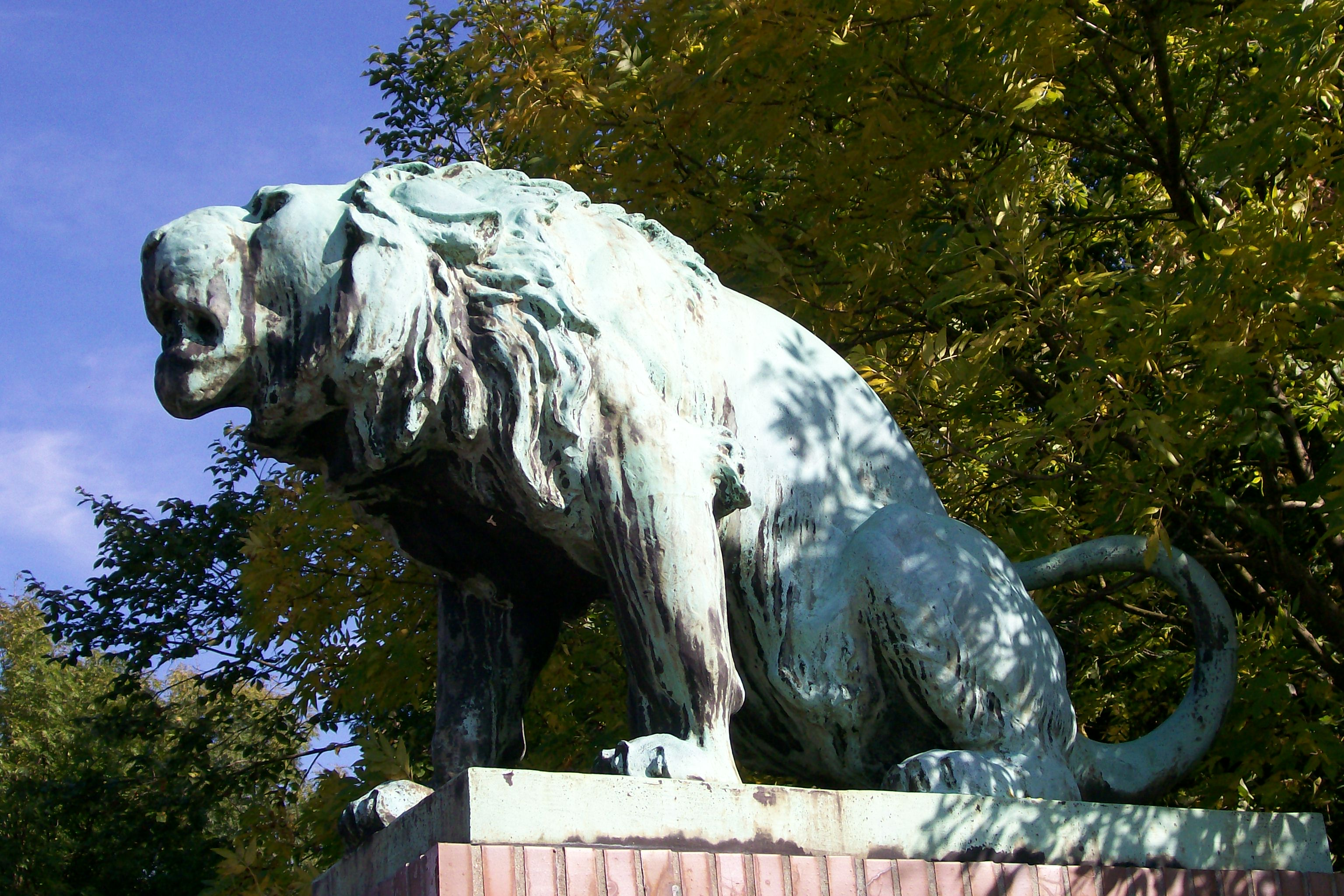
… und der rechte

Ehrenamtlich gehörte der heimischen Handelskammer als Vorstand der Kaufmannschaft zu Lübeck an und war zeitweise deren stellvertretender Präses. Als Mitglied der Gesellschaft zur Beförderung gemeinnütziger Tätigkeit war er von 1883 bis 1889 in deren Vorsteherschaft. Der Lübecker Bürgerschaft gehörte er als Abgeordneter von 1862 bis 1864 und wieder von 1880 bis 1885 an.
Behncke, der ab 1840 regelmäßig Tagebuch über seine Reisen führte, verfasste auch eine umfangreiche Familiengeschichte in vier Bänden. Sein umfangreicher privater Schriftnachlass und die Firmenbücher liegen im Archiv der Hansestadt Lübeck.

### Familie
Behncke war in erster Ehe verheiratet mit Caroline Hayen († 1868), Tochter des Oldenburger Juristen Heinrich Wilhelm Hayen. Aus dieser Ehe gingen der einzige Sohn und drei Töchter hervor. In zweiter Ehe heiratete er 1876 Martha Deiss, Tochter des reformierten Lübecker Geistlichen Wilhelm Deiss.
Der Kaiser stiftete im Oktober 1898 die Rote Kreuz-Medaille in drei Klassen.  Aus Anlass seines Geburtstages, 27. Januar, wurde sie an die Lübecker Bürger in 2. Klasse Fräulein Julie Kierulff, Frau Konsul Behncke (geborene Fehling), Frau Oberarzt Türk sowie Herrn Landrichter a. D. Priess und in 3. Klasse an Frau Konsul Possehl, Frau Wichmann, Herrn Rechtsanwalt Priess,  Konsul Rehder, Konsul Marty,  Dr. Hammerich,  Dr. Hofstaetter, Physikus Riedel, Dr. Schorer sowie dem Kaufmann Schetelig verliehen.

#### Ernst

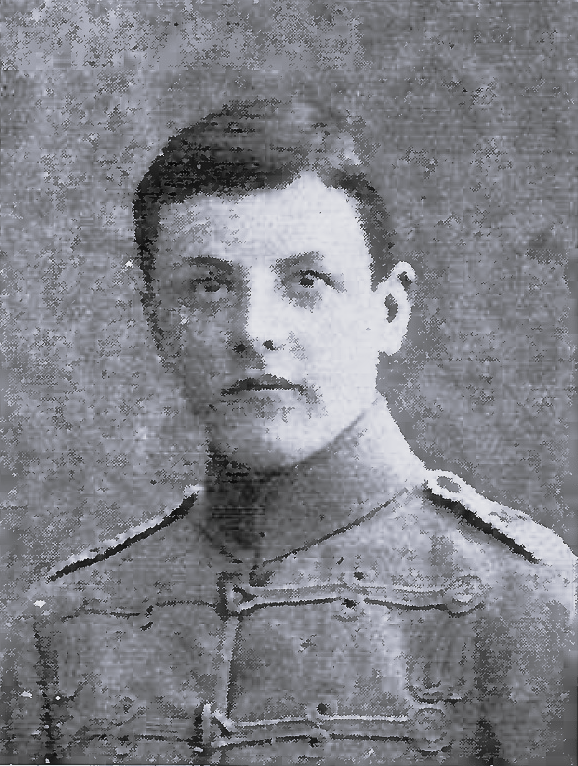

Der Sohn seines Sohnes wurde am 22. Juli 1897 in Goldbeck geboren. Seit Juni 1909 besuchte Ernst das Katharineum zu Lübeck. Nach Erlangung des Reifezeugnis‘ für Prima trat er als Kriegsfreiwilliger im Dezember 1914 in die Ersatz-Eskadron des Husaren-Regiments Nr. 13 ein. 
Am 20. Mai 1915 zog er ins Feld und nahm mit seinem Regiment am Vorrücken auf Kurland teil. Am 27. Januar 1916 wurde er zum Gefreiten befördert. Da er in der Nacht auf den 28. Januar in einer Stellung an der Düna fiel, hat er es jedoch nicht mehr erfahren.

## Schriften
- Eine Lübecker Kaufmannsfamilie, 4 Bände, Rahtgens, Lübeck 1900–1913

## Trivia
In Thomas Manns Roman Die Buddenbrooks (1901), wofür er später den Nobelpreis erhielt und der Bezüge zu real existierenden Personen in Lübeck hat, begegnen wir den Behnckes als Familie Möllendorpf.